# HD147010
HD147010 — хімічно пекулярна зоря спектрального класу B9, що має видиму зоряну величину в смузі V приблизно  7,4.
Вона  розташована на відстані близько 467,3 світлових років від Сонця.

## Фізичні характеристики
Телескоп Гіппаркос зареєстрував фотометричну змінність  даної зорі з періодом    3,92 доби в межах від  Hmin= 7,46 до  Hmax= 7,38.

## Пекулярний хімічний склад
Зоряна атмосфера HD147010 має підвищений вміст 
Si
.

## Магнітне поле
Спектр даної зорі вказує на наявність магнітного поля у її зоряній атмосфері.
Напруженість повздовжної компоненти поля оціненої з аналізу
крил ліній Бальмера
становить 5096,0± 324,0 Гаус.